# 西涌

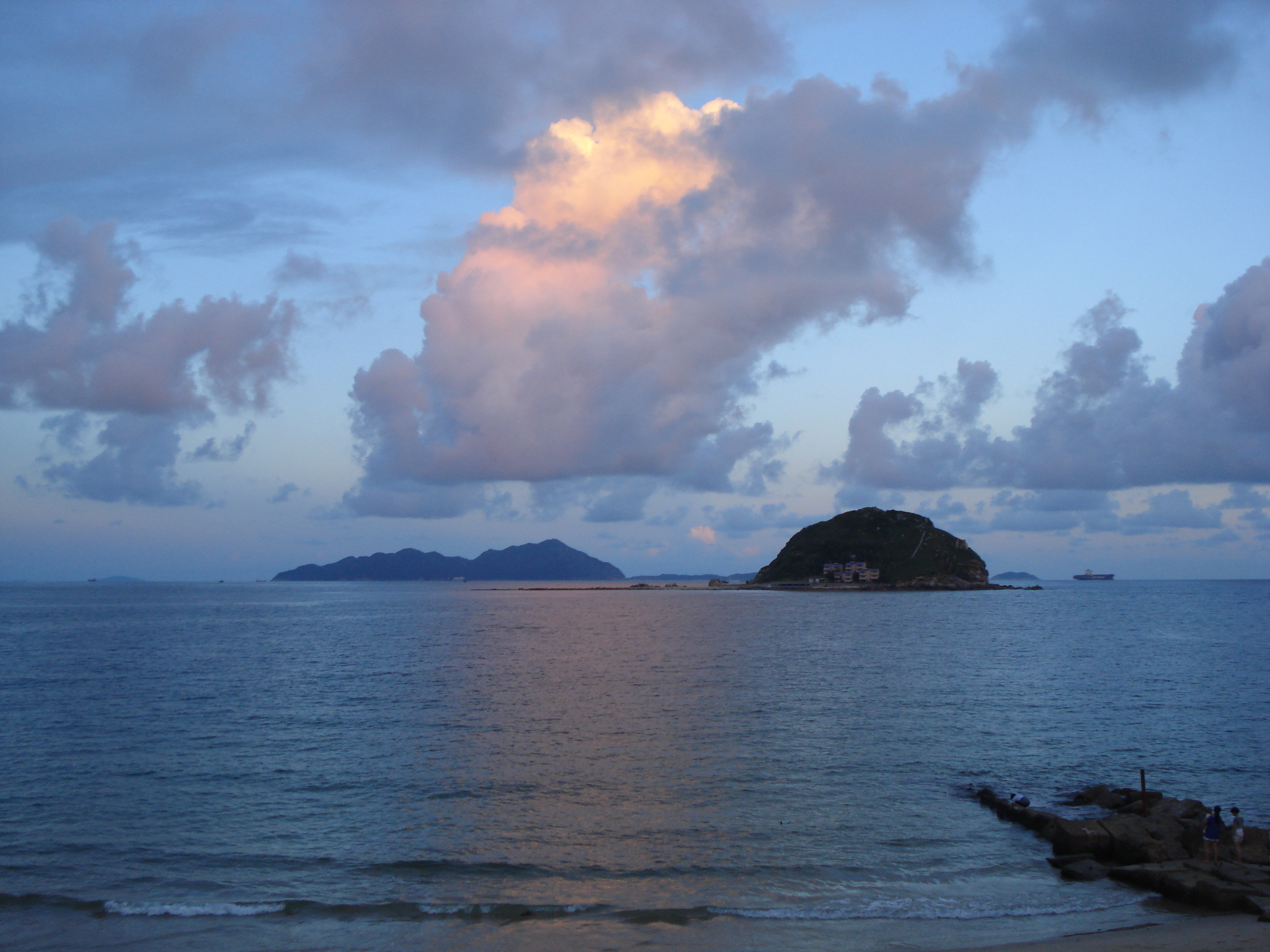
西涌对开海湾的日落时分

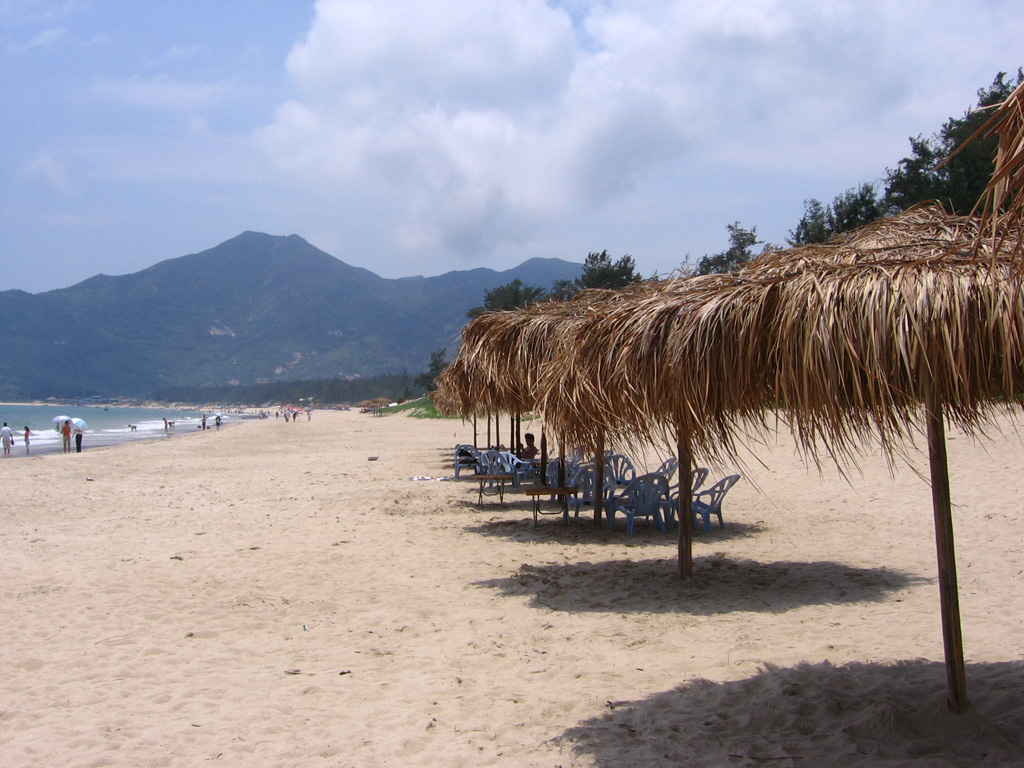
西涌海滩

西涌（常誤作西冲）是广东省深圳市大鹏新区南部的一个著名的旅游度假区域。主要景点是长达数公里的海滩，被誉为中国最美的海景之一，目前由华侨城集团运营。
西涌北靠深圳第二高山七娘山，人迹罕至，因此自然环境保存很好。在海滩上可遥望南海著名岛屿三门岛。
深圳的背包客热衷於穿越海岸线，主要便是在西涌和东涌之间的崎岖海岸上行走、探险。其间有一废弃多年的小屋，因为景致绝佳而被称为阳光假日酒店。
2018年9月，受超强台风“山竹”影响，西涌海滩遭到严重破坏，深圳市大鹏新区启动西涌灾后整治提升项目，并引进华侨城集团参与西涌海滩运营，于2020年8月7日重新开业。

## 引用
1. 1 2  汪盈琪. . 新花城. 2020-07-22  [2022-11-10]. （原始内容存档于2022-11-10） （英语）.
2. ↑  . 凤凰网广东.   [2022-11-10]. （原始内容存档于2022-11-10）.